# Öckerö nya kyrka
Öckerö nya kyrka (numera oftast kallad Öckerö kyrka) är en kyrkobyggnad på Öckerö i Öckerö kommun. Den tillhör Öckerö församling i Göteborgs stift.

## Kyrkobyggnaden
Kyrkan byggdes 1906 efter beslut i Öckerö församling i april 1901. Man fick avslag från Kungl. Maj:t om rikskollekt, varför kyrkbygget fick bekostas av församlingen. Kostnaden beräknades till något över 60 000 kronor, varav församlingen hade samlat in 12 000 kronor. Det beslutades att låna 50 000 kronor med "rättvis fördelning på längre tid" (40 år). I maj 1902 beslöts att uppföra kyrkan på berget Sörgårds vale, med ett högt, fint läge och god utsikt. Byggmästare F. Jonsson från Älvängen antogs som entreprenör med ett anbud på 76 500 kronor och påbörjade byggnationen efter ritningar av F.A. Wahlström. Han lyckades emellertid inte fullborda bygget, så Nathan Persson från Göteborg fick slutföra det. Kungl. Maj:t föreskrev att byggnadsmaterialet till kyrkan skulle vara huggen sten, och därmed steg kostnaden med åtskilliga tusen kronor. Stenen togs från Smögens granithuggeri. Den 16 september 1906 invigdes kyrkan av biskop Edvard Herman Rodhe.
Kyrkan är i en förenklat gotiserande stil med västtorn, långhus utan tvärskepp, och ett lägre, tresidigt avslutat kor. Fasaden är av otuktad granit. Taket har skifferbeläggning, förutom koret som har koppartak.
Innertaket är utfört i trä. Takmålningen tillkom 1944 och föreställer de tre örtagårdar där Jesu grav var belägen. De tre korfönstren visar "det stora fiskafänget" med Jesus som kallar apostlar till människofiskare. Kyrkan fick nya fönstermålningar 1932, målningar i taket 1942 och på läktarbarriären 1947. Vid restaureringen 1948 beslöt man låta pryda taket med målningar av Kristian Lundstedt.
Den 14 december 1974 återöppnades Öckerö kyrka efter nästan ett års avstängning för en grundlig reparation och ombyggnad. Ett församlingshem uppfördes 1989 i nära anslutning till kyrkan.

## Inventarier
- Altartavlan är utförd 1908 av Alf Gullbring.
- Predikstolen och dopfunten ritades av Axel Forssén.
- 1945 tillkom två votivskepp: en skonert och en fiskebåt, skänkta av Leopold Karlsson från Hyppeln och Gunnar Granberg från Knippla.

### Orgel
Orgeln är byggd 1950 av Hammarbergs Orgelbyggeri AB och har 25 stämmor fördelade på tre manualer och pedal. Större delen av 1906 års orgels pipverk är inkluderat i den nya. Den gamla orgeln hade 14 stämmor, varav omkring tio återfinns i den nya. Fasaden har ritats av Axel Forssén.

## Exteriörbilder

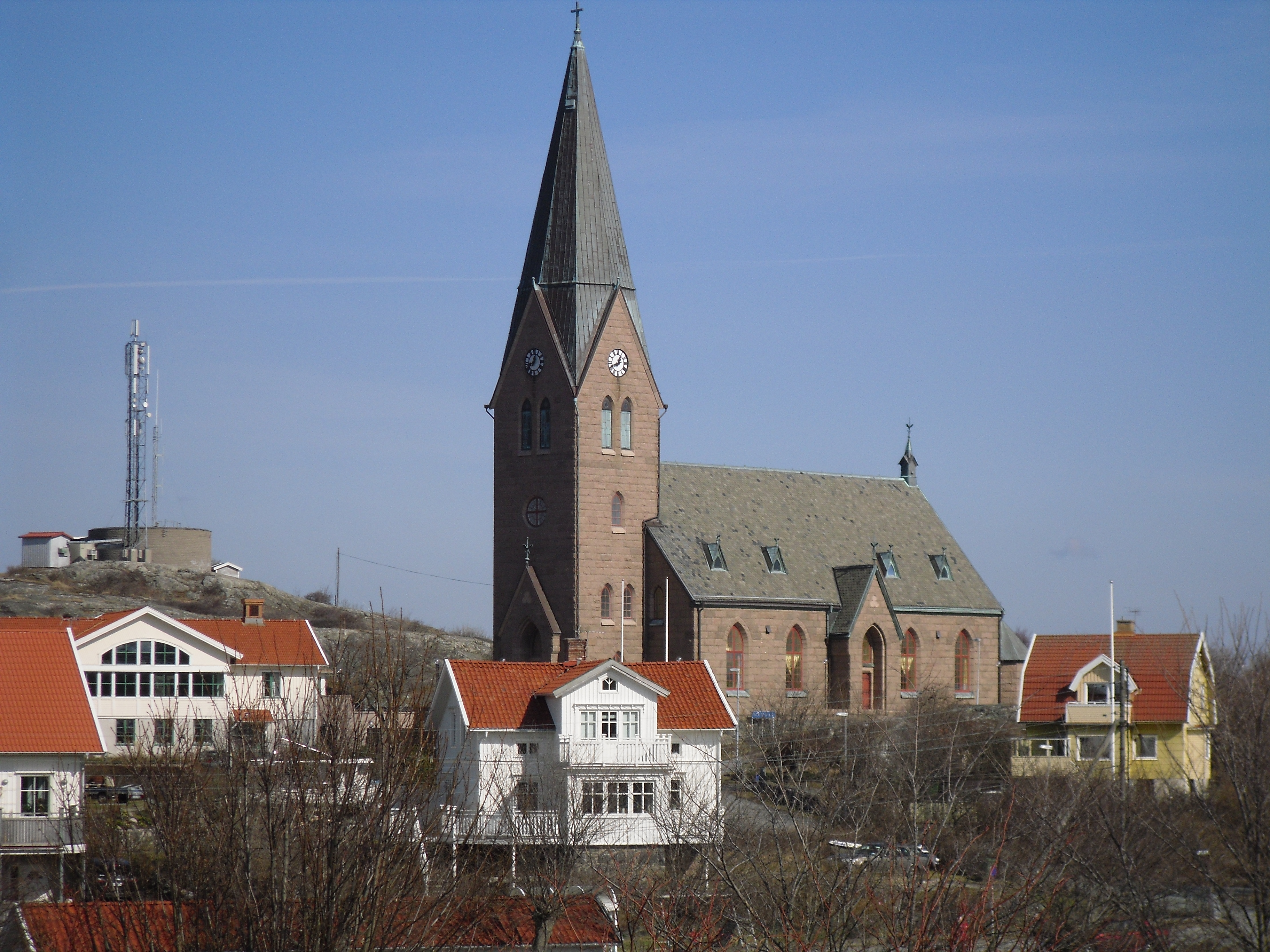
Från söder
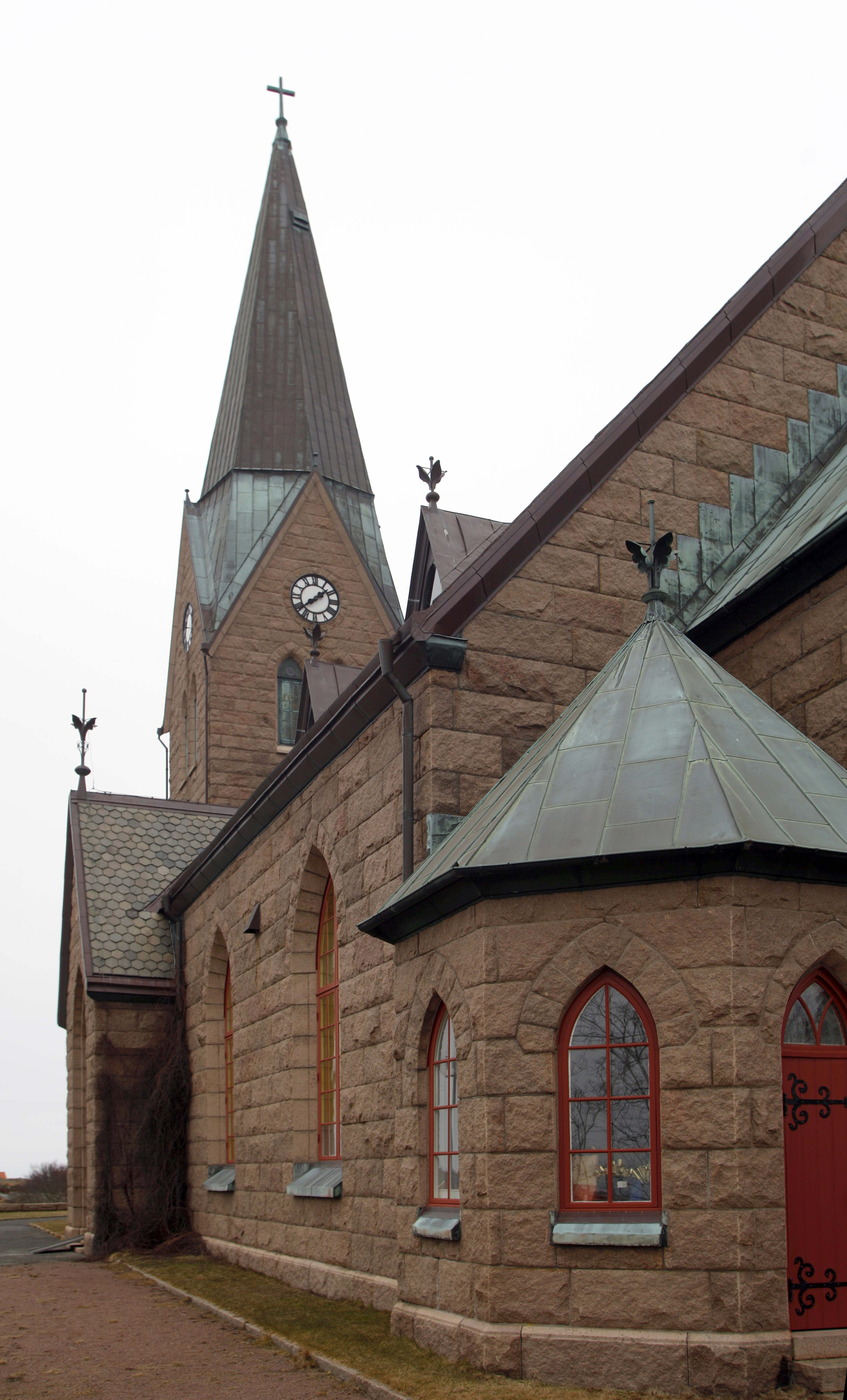
Sydfasaden från öster
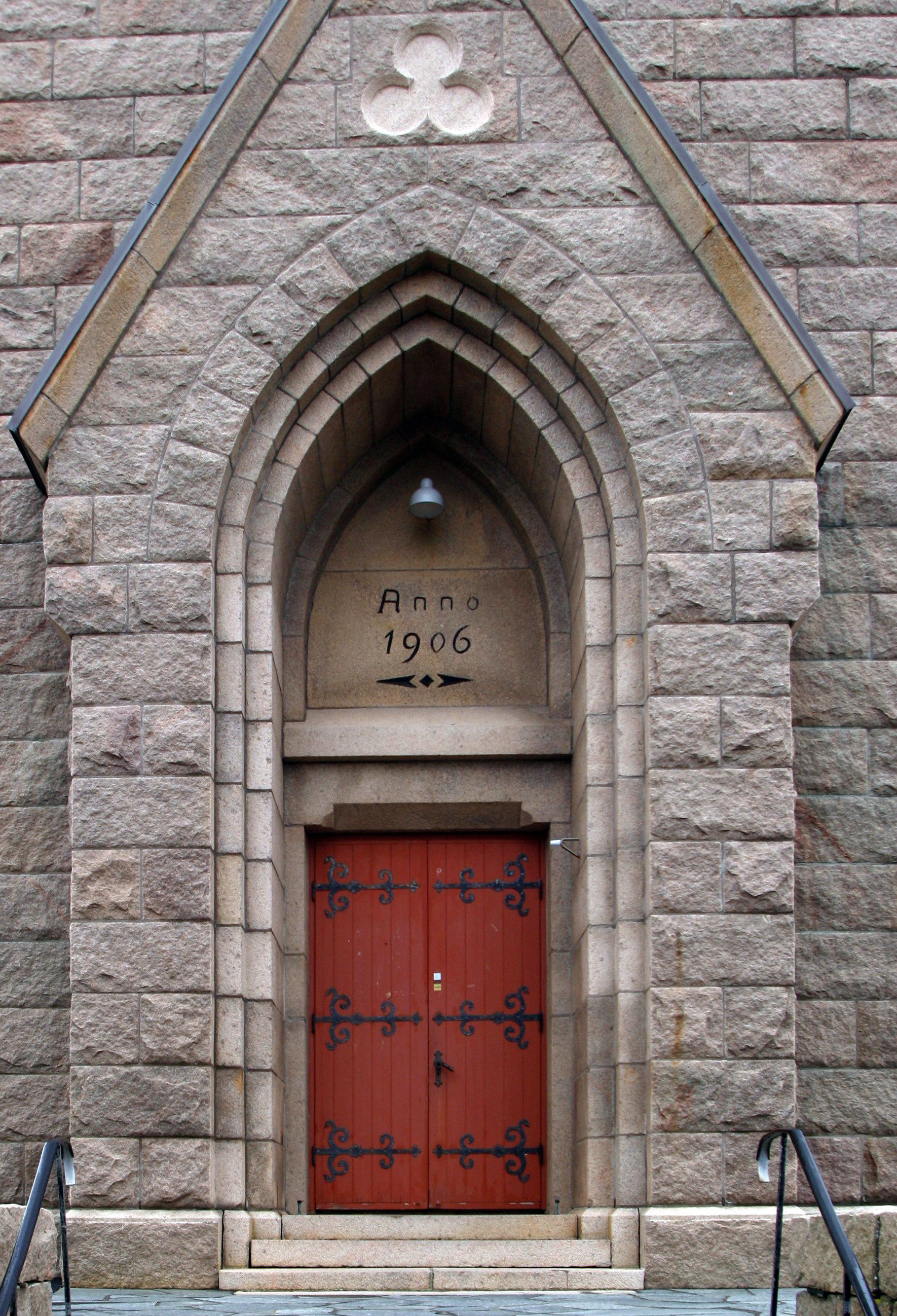
Huvudentréns portal.
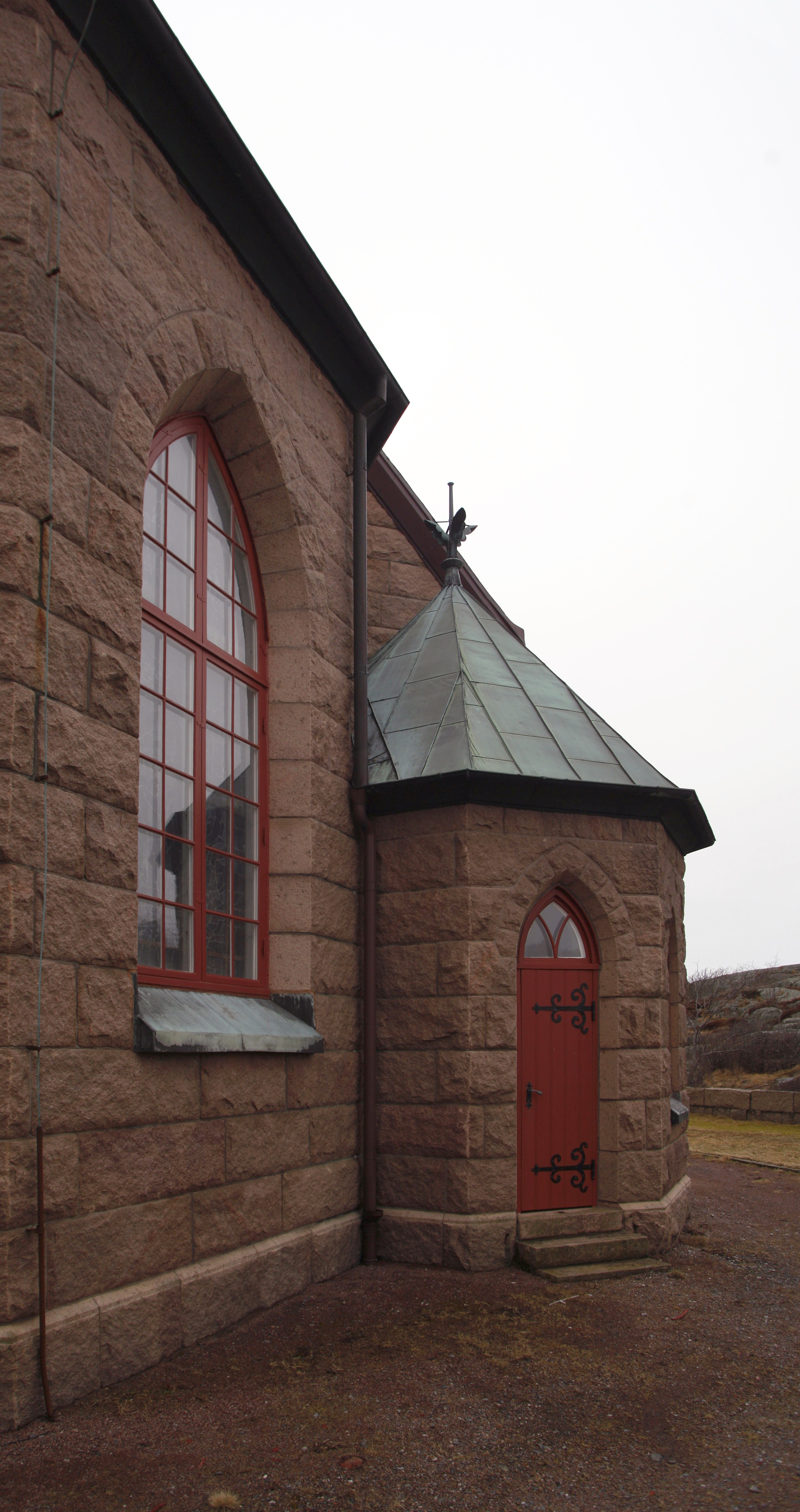
Detalj av sydfasaden